# Monastero di Santa Maria della Neve
Il monastero di Santa Maria della Neve è un edificio religioso che si trova in piazza Landino 25 a Pratovecchio. 

## Storia
Il Monastero fu fondato nel 1567, e sorse accanto alla cosiddetta Cappella Vecchia che era officiata dai Camaldolesi e di uso pubblico. Quando fu completata nel 1611 la costruzione della nuova Propositura del Santissimo Nome di Gesù, la cappella divenne proprietà del monastero e nel XVIII secolo fu completamente restaurata. Nel 2017 la Comunità ha abbandonato il monastero trasferendosi fuori dall'abitato, ed ha svuotato anche la chiesa di tutti gli arredi storici ad essa pertinenti.
L'interno dell'edificio sacro, oggi quasi vuoto, è a navata unica, nella quale sono due altari laterali del 1755-56, mancanti oggi delle opere che vi erano, ed è coperto a volta. Sopra la porta d'ingresso è il coro delle domenicane sorretto da tre archi ribassati e due colonne di pietra. Un recente restauro ha riportato alla luce pitture murali settecentesche che ornavano completamente la navata, mentre nella volta è dipinto il Patrocinio della Madonna sull'Ordine Domenicano. Gli affreschi di stile classicheggiante sono stati eseguiti alla metà del Settecento dall'abate camaldolese Giuseppe Baccani. 
In chiesa è rimasta la venerata Madonna con Bambino in terracotta policroma di scuola fiorentina (prima metà del XV secolo), detta Madonna della Neve.